# Championnat d'Europe masculin de basket-ball 2005
Navigation
Édition précédente Édition suivante
Le XXXIVe Championnat d'Europe de basket-ball masculin (2005) s'est déroulé du 16 au 25 septembre 2005 en Serbie-et-Monténégro.

## Résultat
La Grèce remporte la compétition devant l'Allemagne et la France.
Les six premiers, à savoir la Grèce, l'Allemagne, la France, l'Espagne, la Lituanie et la Slovénie, sont qualifiés pour le Championnat du monde de basket-ball 2006.
L’Allemand Dirk Nowitzki est nommé MVP du tournoi et figure dans le cinq majeur aux côtés des Grecs Dimítris Diamantídis et Theódoros Papaloukás, l'Espagnol Juan Carlos Navarro et du Français Boris Diaw.

## Déroulement
Les premiers de chaque groupe sont qualifiés pour les quarts de finale. Les deuxièmes et troisièmes sont qualifiés pour des barrages où le deuxième d'un groupe rencontre le troisième d'un autre : 

exemple : 3e Groupe D - 2e Groupe C 
Les quatre vainqueurs de ces barrages rencontrent les quatre premiers qualifiés en quarts de finale.

## Groupes
| Groupe A Russie Allemagne Italie Ukraine | Groupe B Croatie Turquie Lituanie Bulgarie | Groupe C Slovénie France Grèce Bosnie-Herzégovine | Groupe D Lettonie Serbie-et-Monténégro Espagne Israël |

## Villes hôtes
- Belgrade
- Novi Sad
- Podgorica
- Vršac

## Premier tour

### Groupe A (Vrsac)
| Groupe A |           |     |   |   |     |     |      |
|          | Équipe    | Pts | G | P | PP  | PC  | Diff |
| 1        | Russie    | 5   | 2 | 1 | 223 | 186 |      |
| 2        | Allemagne | 5   | 2 | 1 | 217 | 192 |      |
| 3        | Italie    | 5   | 2 | 1 | 244 | 231 |      |
| 4        | Ukraine   | 3   | 0 | 3 | 194 | 269 |      |

|  | Allemagne | 82 | 84 ap | Italie    |  |
|  | Russie    | 86 | 74    | Ukraine   |  |
|  | Italie    | 61 | 87    | Russie    |  |
|  | Ukraine   | 58 | 84    | Allemagne |  |
|  | Italie    | 99 | 62    | Ukraine   |  |
|  | Russie    | 50 | 51    | Allemagne |  |

### Groupe B (Podgorica)
| Groupe B |          |     |   |   |     |     |      |
|          | Équipe   | Pts | G | P | PP  | PC  | Diff |
| 1        | Lituanie | 6   | 3 | 0 | 264 | 221 |      |
| 2        | Croatie  | 5   | 2 | 1 | 235 | 226 |      |
| 3        | Turquie  | 4   | 1 | 2 | 236 | 256 |      |
| 4        | Bulgarie | 3   | 0 | 3 | 242 | 274 |      |

|  | Croatie  | 88 | 84    | Bulgarie |  |
|  | Turquie  | 75 | 87    | Lituanie |  |
|  | Lituanie | 85 | 67    | Croatie  |  |
|  | Bulgarie | 89 | 94 ap | Turquie  |  |
|  | Lituanie | 92 | 79    | Bulgarie |  |
|  | Croatie  | 80 | 67    | Turquie  |  |

### Groupe C (Belgrade)
| Groupe C |                    |     |   |   |     |     |      |
|          | Équipe             | Pts | G | P | PP  | PC  | Diff |
| 1        | Slovénie           | 6   | 3 | 0 | 210 | 179 |      |
| 2        | Grèce              | 5   | 2 | 1 | 187 | 168 |      |
| 3        | France             | 4   | 1 | 2 | 187 | 194 |      |
| 4        | Bosnie-Herzégovine | 3   | 0 | 3 | 177 | 220 |      |

|  | Slovénie | 74 | 65 | Bosnie-Herzégovine |  |
|  | France   | 50 | 64 | Grèce              |  |
|  | France   | 79 | 62 | Bosnie-Herzégovine |  |
|  | Slovénie | 68 | 56 | Grèce              |  |
|  | France   | 58 | 68 | Slovénie           |  |
|  | Grèce    | 67 | 50 | Bosnie-Herzégovine |  |

### Groupe D (Novi Sad )
| Groupe D |                      |     |   |   |     |     |      |
|          | Équipe               | Pts | G | P | PP  | PC  | Diff |
| 1        | Espagne              | 5   | 2 | 1 | 280 | 264 |      |
| 2        | Serbie-et-Monténégro | 5   | 2 | 1 | 245 | 233 |      |
| 3        | Israël               | 5   | 2 | 1 | 236 | 235 |      |
| 4        | Lettonie             | 3   | 0 | 3 | 241 | 270 |      |

|  | Lettonie             | 65  | 74    | Israël               |  |
|  | Serbie-et-Monténégro | 70  | 89    | Espagne              |  |
|  | Espagne              | 114 | 109ap | Lettonie             |  |
|  | Serbie-et-Monténégro | 93  | 77    | Israël               |  |
|  | Espagne              | 77  | 85    | Israël               |  |
|  | Lettonie             | 67  | 82    | Serbie-et-Monténégro |  |

L'Espagne (+11) devance la Serbie-Monténégro (-3) et Israël (-8) à la différence particulière entre les trois équipes.

### Barrages
Grèce - Israël : 67 - 61
Serbie Monténégro - France : 71 - 74
Allemagne - Turquie : 66 - 57
Croatie - Italie : 74 - 66

## Tour final
|  | Quarts de finale | Quarts de finale |           |        | Demi-finales           | Demi-finales |  |  | Finale       | Finale |
|  | Quarts de finale | Quarts de finale |           |        | Demi-finales           | Demi-finales |  |  | Finale       | Finale |
|  |                  |                  |           |        |                        |              |  |  |              |        |
|  |                  |                  |           |        |                        |              |  |  | 25 septembre |        |
|  |                  |                  |           |        |                        |              |  |  |              |        |
|  | Grèce            | 66               |           |        |                        |              |  |  |              |        |
|  | Grèce            | 66               |           |        |                        |              |  |  |              |        |
|  | Russie           | 61               |           |        |                        |              |  |  |              |        |
|  | Russie           | 61               | Grèce     | 67     |                        |              |  |  |              |        |
|  |                  |                  | Grèce     | 67     |                        |              |  |  |              |        |
|  |                  | France           | 66        |        |                        |              |  |  |              |        |
|  | Lituanie         | France           | 66        | 47     |                        |              |  |  |              |        |
|  | Lituanie         |                  |           | 47     |                        |              |  |  |              |        |
|  | France           | 63               |           |        |                        |              |  |  |              |        |
|  | France           | 63               | Grèce     | 78     |                        |              |  |  |              |        |
|  |                  |                  | Grèce     | 78     |                        |              |  |  |              |        |
|  |                  | Allemagne        | 62        |        |                        |              |  |  |              |        |
|  | Slovénie         | Allemagne        | 62        | 62     |                        |              |  |  |              |        |
|  | Slovénie         |                  |           | 62     |                        |              |  |  |              |        |
|  | Allemagne        | 76               |           |        |                        |              |  |  |              |        |
|  | Allemagne        | 76               | Allemagne | 74     |                        |              |  |  |              |        |
|  |                  |                  | Allemagne | 74     | Match pour la 3e place |              |  |  |              |        |
|  |                  | Espagne          | 73        |        |                        |              |  |  |              |        |
|  | Espagne          | Espagne          | 73        | 101    | 25 septembre           | 25 septembre |  |  |              |        |
|  | Espagne          |                  |           | 101    | 25 septembre           | 25 septembre |  |  |              |        |
|  | Croatie          | 85ap             |           | France | 98                     |              |  |  |              |        |
|  | Croatie          | 85ap             |           | France | 98                     |              |  |  |              |        |
|  |                  |                  |           |        |                        |              |  |  | Espagne      | 68     |
|  |                  |                  |           |        |                        |              |  |  | Espagne      | 68     |

Classement 5 à 8
|  | Tour de classement | Tour de classement |          |    | 5e place | 5e place |
|  | Tour de classement | Tour de classement |          |    | 5e place | 5e place |
|  |                    |                    |          |    |          |          |
|  |                    |                    |          |    |          |          |
|  |                    |                    |          |    |          |          |
|  | Russie             | 78                 |          |    |          |          |
|  | Russie             | 78                 |          |    |          |          |
|  | Lituanie           | 89                 |          |    |          |          |
|  | Lituanie           | 89                 | Lituanie | 79 |          |          |
|  |                    |                    | Lituanie | 79 |          |          |
|  |                    | Slovénie           | 70       |    |          |          |
|  | Slovénie           | Slovénie           | 70       | 89 |          |          |
|  | Slovénie           |                    |          | 89 |          |          |
|  | Croatie            | 80                 |          |    |          |          |
|  | Croatie            | 80                 | 7e place |    |          |          |
|  |                    |                    |          |    |          |          |
|  |                    |                    |          |    |          |          |
|  |                    |                    |          |    |          |          |
|  | Russie             | 74                 |          |    |          |          |
|  | Russie             | 74                 |          |    |          |          |
|  | Croatie            | 92                 |          |    |          |          |
|  | Croatie            | 92                 |          |    |          |          |

## Classement final
| Rang                       | Équipe    |
| -------------------------- | --------- |
| Médaille d'or, Europe      | Grèce     |
| Médaille d'argent, Europe  | Allemagne |
| Médaille de bronze, Europe | France    |
| 4                          | Espagne   |
| 5                          | Lituanie  |
| 6                          | Slovénie  |
| 7                          | Croatie   |
| 8                          | Russie    |

## Statistiques

### Points
| Position | Joueurs             | Équipe    | Moyenne |
| -------- | ------------------- | --------- | ------- |
| 1        | Dirk Nowitzki       | Allemagne | 27,1    |
| 2        | Juan Carlos Navarro | Espagne   | 25,2    |
| 3        | Filip Videnov       | Bulgarie  | 22,7    |
| 4        | Todor Stoykov       | Bulgarie  | 18,7    |
| 5        | Andreï Kirilenko    | Russie    | 17,5    |

### Rebonds
| Position | Joueurs         | Équipe               | Moyenne |
| -------- | --------------- | -------------------- | ------- |
| 1        | Dejan Bodiroga  | Serbie-et-Monténégro | 11,8    |
| 2        | Dirk Nowitzki   | Allemagne            | 10,6    |
| 3        | Viktor Khryapa  | Russie               | 8,7     |
| 4        | Sergeï Lishchuk | Ukraine              | 8,0     |
| 5        | Felipe Reyes    | Espagne              | 7,7     |

### Passes décisives
| Position | Joueurs              | Équipe               | Moyenne |
| -------- | -------------------- | -------------------- | ------- |
| 1        | Dimítris Diamantídis | Grèce                | 5,0     |
| 2        | Marko Jarić          | Serbie-et-Monténégro | 4,3     |
| 3        | Tal Burstein         | Israël               | 4,0     |
| 4        | Igor Rakočević       | Serbie-et-Monténégro | 4,0     |
| 5        | Meir Tapiro          | Israël               | 4,0     |

### Évaluations
| Position | Joueurs             | Équipe    | Moyenne |
| -------- | ------------------- | --------- | ------- |
| 1        | Dirk Nowitzki       | Allemagne | 27,1    |
| 2        | Andreï Kirilenko    | Russie    | 23,5    |
| 3        | Juan Carlos Navarro | Espagne   | 19,7    |
| 4        | Filip Videnov       | Bulgarie  | 18,7    |
| 5        | Todo Stoïkov        | Bulgarie  | 16,0    |

### Articles Connexes
- Championnat d'Europe de basket-ball féminin 2005
- Équipe de France de basket-ball en 2005